# Proverbis neerlandesos
Proverbis neerlandesos (en neerlandès, Nederlandse Spreekwoorden) és una obra del pintor flamenc Pieter Brueghel el Vell. És un oli sobre taula de roure, pintat l'any 1559. Fa 117 cm d'alt i 163 cm d'ample. S'exhibeix actualment a la Gemäldegalerie de Berlín, Alemanya.
Altres noms amb els quals és coneguda aquesta obra és La capa blava, o El món a l'inrevés. Retrata una terra habitada amb representacions literals de proverbis flamencs de l'època. La pintura desborda de referències i encara se'n poden identificar la major part; mentre molts dels proverbis han estat oblidats o mai es van traduir a altres idiomes, alguns encara s'usen. Els proverbis eren populars en temps de Brueghel: se'n van publicar una sèrie de col·leccions, inclosa una famosa obra d'Erasme. Frans Hogenberg va produir un gravat que il·lustrava uns 40 proverbis al voltant del 1558 i el mateix Brueghel havia pintat una col·lecció de Dotze proverbis en taules individuals el 1558, així com El peix gran es menja el petit el 1556, però es creu que els Proverbis flamencs és la primera pintura a gran escala sobre el tema. Rabelaisrepresentà una terra de proverbis en la seva novel·la Pantagruel, poc després, el 1564.
Les pintures de Brueghel tracten temes de l'absurd, les febleses i les bogeries humanes, cosa en la qual segueix la tradició de Hieronymus Bosch, i aquesta pintura no n'és una excepció. Originàriament es va titular La capa blava o la bogeria del món, cosa que indica que no pretenia sols representar una col·lecció de proverbis, sinó més aviat fer un estudi de l'estupidesa humana. Moltes de les persones representades mostren els característics trets que Brueghel usava per a representar els ximples. Amb gran mestratge, Brueghel tracta fins al detall més nimi.
El seu fill, Pieter Brueghel el Jove, s'especialitzà a fer còpies de l'obra del seu pare, i va pintar fins a vint còpies dels proverbis flamencs.
Aconsegueix una gran unitat, malgrat els múltiples detalls, gràcies a la composició orgànica, a l'entorn d'una diagonal que, des de la part inferior esquerra, va cap a la part superior dreta.

## Detall
Hi ha prop de cent «proverbis» identificats en l'escena (tot i que Brueghel n'hi podria haver inclòs altres). Algunes expressions s'usen avui dia, com ara: Nedar contra corrent, El peix gran es menja el petit, Donar-se cops de cap contra un mur de maons i Armat fins a les dents, i algunes són familiars, tot i que no idèntiques a expressions angleses, com per exemple Casting roses before swine (Tirar roses als porcs), equivalent a l'expressió bíblica Tirar perles als porcs (Evangeli segons Mateu, capítol 7, versicle 6. Molts s'han oblidat amb el temps o mai s'usaren en anglès, com ara Tenir el sostre teulat de pastissos, que significa tenir abundància de tot, i que era una imatge que Brueghel més tard tornaria a usar en la seva pintura de la idíl·lica Terra de Xauxa. Seria semblant a l'expressió: Lligar els gossos amb llonganisses. La Capa blava a la qual es refereix el títol original està col·locada sobre l'home al centre de la pintura amb la seva esposa. Això indicava que ella li era infidel. Altres proverbis indiquen l'estupidesa humana: un home omple una tolla després que el seu vedell hagi mort, just damunt de la figura central de l'home amb capa blava; un altre porta la llum del dia en una cistella. Algunes de les figures semblen representar més d'una expressió (si això era intenció de Brueghel o no, es desconeix), com l'home que xolla una ovella al centre, a la part inferior esquerra del quadre. És al costat d'un home que xolla un porc, així que representa l'expressió: Un xolla ovelles i un altre xolla porcs, la qual cosa significa que un avantatja l'altre; també, però, pot representar el consell Xolla-les, però no les espellis, la qual cosa significa que cal treure el millor partit que es pugui als actius.
| Proverbi                                                                   | Traducció literal                                                                          | Significat | Ubicació            | Imatge    |
| -------------------------------------------------------------------------- | ------------------------------------------------------------------------------------------ | --- | ------------------- | --------- |
| De duivel op het kussen binden                                             | Lligar el diable al coixí                                                                  | L'obstinació ho supera tot. Qui la segueix, l'aconsegueix. | A baix a l'esquerra |           |
| Een pilaarbijter                                                           | Un mossegador de pilars                                                                    | Ser un hipòcrita, en religió, un fariseu. | A baix a l'esquerra |           |
| Geloof nooit iemand die in de ene hand water en de andere hand vuur draagt | No confiïs mai en algú que porta foc en una mà i aigua en l'altra                          | No ser digne de confiança. Tenir dues cares. | A baix a l'esquerra |           |
| Met het hoofd tegen de muur lopen                                          | Picar de cap contra una paret                                                              | Intentar aconseguir l'impossible. | A baix a l'esquerra |           |
| Aan de ene voet een schoen, de ander blootvoets                            | Un peu calçat i l'altre descalç                                                            | El més important és l'equilibri. | A baix a l'esquerra |           |
| De zeug loopt met de tap weg                                               | La truja s'endú el tap                                                                     | La negligència porta al desastre. | A baix a l'esquerra |           |
| De kat de bel aanbinden                                                    | Posar-li el cascavell al gat                                                               | Atrevir-se a fer quelcom difícil o perillós. | A baix a l'esquerra |           |
|                                                                            | Estar armat fins a les dents                                                               | Estar molt armat. | A baix a l'esquerra |           |
|                                                                            | Posar-se l'armadura                                                                        | Enfurismar-se. | A baix a l'esquerra |           |
|                                                                            | Un esquila ovelles, un altre, porcs                                                        | Un té tots els avantatges, l'altre cap. Uns neixen amb estrella i altres neixen estrellats.                                                                      | A baix a l'esquerra |           |
|                                                                            | Esquila-les però no les escorxis                                                           | No abusis dels teus avantatges. L'avarícia trenca el sac. | A baix a l'esquerra |           |
|                                                                            | Aquí no es fregeix l'areng                                                                 | Les coses no marxen segons es planegen. | A baix a l'esquerra |           |
|                                                                            | Fregir tots els arengs per menjar els ous                                                  | Fer massa per aconseguir molt poc. | A baix a l'esquerra |           |
|                                                                            | Posar-se el tap al cap                                                                     | Acabar assumint la responsabilitat. | A baix a l'esquerra |           |
|                                                                            | L'areng penja de les seves pròpies ganyes                                                  | Has d'acceptar la responsabilitat dels teus propis actes. | A baix a l'esquerra |           |
|                                                                            | Hi ha quelcom més en això que un areng buit                                                | Hi ha més del que es veu. | A baix a l'esquerra |           |
|                                                                            | Què pot el fum fer-li al ferro?                                                            | No té sentit intentar canviar el que no es pot canviar. D'on no hi ha, no raja.                                                                                  | A baix a l'esquerra |           |
|                                                                            | Trobar el gos en l'olla                                                                    | Arribar a casa massa tard, de manera que ja no queda menjar; el gos ja està netejant les olles.                                                                  | A baix a l'esquerra | [ 3 ]     |
|                                                                            | Seure a les cendres entre dues banquetes                                                   | Ser indecís, cagadubtes. | A baix a l'esquerra |           |
|                                                                            | Temptar l'ouera a les gallines                                                             | Comptar amb quelcom que encara no existeix: s'expliquen els ous abans que les gallines els posen. Vendre la pell de l'os abans de caçar-lo.                      |                     |           |
|                                                                            | Les tisores pengen allà                                                                    | És possible que t'enganyin allà. |                     |           |
|                                                                            | Mossegar sempre el mateix os                                                               | Parlar contínuament sobre el mateix tema. Ser un disc ratllat.                                                                                                   |                     |           |
|                                                                            | Depèn de com caiguin les cartes                                                            | Depèn de l'atzar. |                     |           |
|                                                                            | El món està tornat a l'inrevés                                                             | Tot està a l'inrevés de com hauria de ser; es demostra la idea del món del revés amb el globus amb la creu sota.                                                 |                     |           |
|                                                                            | Deixa almenys un ou en el niu                                                              | Tingues sempre quelcom en reserva. El que guarda, sempre té. |                     |           |
|                                                                            | Cagar-se en el món                                                                         | Menysprear o odiar-ho tot. |                     |           |
|                                                                            | Ser portats pel nas                                                                        | Fer que tothom faci el que l'altre vol. |                     |           |
|                                                                            | Els daus estan tirats                                                                      | Ja no es pot fer res per variar un resultat. La sort està tirada.                                                                                                |                     |           |
|                                                                            | Els ximples aconsegueixen les millors cartes                                               | La sort pot triomfar sobre la intel·ligència. Tots els ximples tenen sort.                                                                                       |                     |           |
|                                                                            | Mirar a través dels dits                                                                   | Ser indulgent. Fer-se els ulls grossos. |                     |           |
|                                                                            | Allà penja el ganivet                                                                      | Reptar. Llançar el guant. |                     |           |
|                                                                            | Allà penja el ganivet                                                                      | Llançar un repte. Llançar el guant. |                     |           |
|                                                                            | Treure l'escombra                                                                          | Divertir-se mentre l'amo és fora. |                     |           |
|                                                                            | Casar-se sota el pal de l'escombra                                                         | Viure junts sense estar casats, concubinat. |                     |           |
|                                                                            | Fer la teulada amb pastissos                                                               | Lligar els gossos amb llonganisses. |                     |           |
|                                                                            | Tenir un forat a la teulada                                                                | Ser un ximple. Fer la o amb un canut. |                     |           |
|                                                                            | Les teulades velles necessiten moltes reparacions                                          | Les coses velles exigeixen més manteniment. |                     |           |
|                                                                            | El sostre té llistons                                                                      | Podria haver-hi tafaners. Les parets tenen orelles. |                     |           |
|                                                                            | Tenir mal de queixal darrere de l'orella                                                   | Fingir estar malalt. Tenir maulitis. |                     |           |
|                                                                            | Pixar-se a la lluna                                                                        | Perdre el temps en una empresa fútil. |                     |           |
|                                                                            | Aquí penja la cassola                                                                      | És l'oposat al que hauria de ser. |                     |           |
|                                                                            | Disparar una altra fletxa per trobar l'anterior                                            | Repetir una acció estúpida. |                     |           |
|                                                                            | Afaitar a un ximple sense escuma                                                           | Enganyar a algú. |                     |           |
|                                                                            | Dos ximples sota la mateixa caputxa                                                        | L'estupidesa busca companyia. |                     |           |
|                                                                            | Créixer fora de la finestra                                                                | No es pot amagar. |                     |           |
|                                                                            | Tocar a la picota                                                                          | Cridar l'atenció sobre els actes vergonyosos d'algú. |                     |           |
|                                                                            | Si es deixen obertes les portes, els porcs correran al blat                                | La negligència truca al desastre. |                     |           |
|                                                                            | On minva el blat, abunden els porcs                                                        | Si una persona guanya, una altra ha de perdre. |                     |           |
|                                                                            | Córrer com si et cremés el cul                                                             | Estar molt angoixat. Córrer com ànima que porta el diable. |                     |           |
|                                                                            | El que empassa focs, caga espurnes                                                         | Les males accions comporten a qui les comet conseqüències pitjors. Qui sembra vents, recull tempestes.                                                           |                     |           |
|                                                                            | Estendre la capa segons bufa el vent                                                       | Actuar en cada cas segons el que més convingui personalment. Inclinar segons bufa el vent.                                                                       |                     |           |
|                                                                            | Llançar plomes al vent                                                                     | Treballar infructuosament. |                     |           |
|                                                                            | Contemplar la cigonya                                                                      | Perdre el temps. Pensar en les musaranyes. |                     |           |
|                                                                            | Voler matar dues mosques d'un cop                                                          | Ser massa ambiciós. Voler matar dos ocells d'un tret. |                     |           |
|                                                                            | Caure del bou sobre el ruc                                                                 | Caure en mals temps. |                     |           |
|                                                                            | Besar la balda                                                                             | Ser servil, adulador. Fer la gara-gara. |                     |           |
|                                                                            | Netejar-se el cul a la porta                                                               | Tractar quelcom amb lleugeresa. |                     |           |
|                                                                            | Passejar portant sobre les espatlles una càrrega                                           | Imaginar que les coses són pitjors del que en realitat són. |                     |           |
|                                                                            | Un captaire es compadeix d'un altre que està parat davant d'una porta                      | (Li diu el mort al degollat qui t'ha fet aqueix forat?) |                     | NP-91.jpg |
|                                                                            | Pescar darrere de la xarxa                                                                 | Perdre una oportunitat. |                     |           |
|                                                                            | El peix gran es menja el petit                                                             | Els poderosos abusen dels febles. El peix gran es menja el petit, i així al pobre el ric.                                                                        |                     |           |
|                                                                            | No suportar veure el sol brillant sobre l'aigua                                            | Estar gelós de l'èxit del veí. |                     |           |
|                                                                            | Penja com una latrina sobre la séquia                                                      | És obvi. |                     |           |
|                                                                            | Qualsevol pot mirar a través d'una taula de roure si aquesta té un forat                   | No té sentit afirmar l'evident. Ser una poca-soltada. |                     |           |
|                                                                            | Cagar pel mateix forat                                                                     | Ser inseparables. Ser carn i ungla. |                     |           |
|                                                                            | Llençar els diners a l'aigua                                                               | Malgastar els diners. Tirar la casa per la finestra. |                     |           |
|                                                                            | Un mur amb esquerdes, aviat caurà                                                          | Tot el que es fa de mala manera fracassarà aviat. El que malament comença, malament acaba.                                                                       |                     |           |
|                                                                            | Que no et preocupi de qui és la casa que es crema mentre puguis escalfar-te amb les flames | Aprofita cada oportunitat sense pensar en les conseqüències per a altres.                                                                                        |                     |           |
|                                                                            | Arrossegar el tall                                                                         | Ser enganyat per un amant o treballar en una tasca sense sentit.                                                                                                 |                     |           |
|                                                                            | La por fa que la vella corri                                                               | Un esdeveniment inesperat pot revelar qualitats desconegudes. |                     |           |
|                                                                            | Les tifes dels cavalls no són figues                                                       | No cal deixar-se enganyar per les aparences. No és or tot el que relluu.                                                                                         |                     |           |
|                                                                            | Si un cec guia un altre cec, cauran tots dos a la rasa                                     | No té sentit ser guiat per altres que són igualment ignorants; és un precedent en miniatura del seu Paràbola dels cecs (1568), al Palau de Capodimonte de Nàpols |                     |           |
|                                                                            | El viatge no ha acabat tot i que ja es vegi l'església i el campanar                       | Una tasca no està llesta fins que no es completa. De significat similar és No benes la pell de l'os abans de caçar-lo.                                           |                     |           |
|                                                                            | Tot, no importa com finament estigui filat, acaba finalment sortint a la llum              | Res no pot amagar-se per sempre. Per profund que el diable cagui, tot se sap.                                                                                    |                     |           |
|                                                                            | Mantenir la vista fixa en la vela                                                          | Estar alerta, ser cautelós. Estar a l'aguait. |                     |           |
|                                                                            | Cagar-se a la forca                                                                        | No deixar-se desanimar per cap sanció. |                     |           |
|                                                                            | On és el cadàver, volen els corbs                                                          | Hi ha efectes tan inseparables de les seves causes, que els primers assenyalen inequívocament on es troba l'origen. Pel fum se sap on és el foc.                 |                     |           |
|                                                                            | És fàcil navegar a favor del vent                                                          | Si les condicions són favorables, no és difícil aconseguir els propòsits; aquesta barcassa demostra que es pot navegar amb el vent en popa a tota vela.          |                     |           |
|                                                                            | Qui sap per què les oques van descalces?                                                   | Hi ha una raó per a tot, encara que no sigui evident. |                     |           |
|                                                                            | Si no seré el seu guardià, deixaré les oques ser oques                                     | No interfereixis en assumptes que no són de la teva competència. Què sap el gat de fer culleres?                                                                 |                     |           |
|                                                                            | Veure ossos ballant                                                                        | Estar famolenc. |                     |           |
|                                                                            | Els ossos salvatges prefereixen acompanyar-se entre ells                                   | Les persones semblants es duen millor que amb estranys. Cada ovella amb la seva parella.                                                                         |                     |           |
|                                                                            | Llançar la cogulla sobre la tanca                                                          | Descartar una cosa sense saber si més tard es necessitarà. |                     |           |
|                                                                            | Es difícil nedar a contracorrent                                                           | Es difícil oposar-se a l'opinió generalitzada. |                     |           |
|                                                                            | Tant d’anar el càntir a la font, arriba que un dia es trenca                               | Exposar-se sovint a un perill acaba sempre per tenir conseqüències negatives.                                                                                    |                     | NP-95.jpg |
|                                                                            | Les millors corretges són les tallades en el cuir aliè                                     | És millor aprofitar-se del treball aliè. |                     |           |
|                                                                            | Sostenir una anguila per la cua                                                            | Emprendre una tasca difícil. |                     |           |
|                                                                            | Caure a través del cistell                                                                 | Ser enxampat. |                     |           |
|                                                                            | Quedar suspès entre el cel i la terra                                                      | Trobar-se en una posició incòmoda. |                     |           |
|                                                                            | Agafar l'ou de la gallina i deixar anar el de l'oca                                        | Prendre una mala decisió. |                     |           |
|                                                                            | Badallar-li al forn                                                                        | Intentar més del que es pot. Qui molt abraça, poc estreny. |                     |           |
|                                                                            | Passar a dures penes d'una fogassa a l'altra                                               | Tenir dificultats per arribar a fi de mes. |                     |           |
|                                                                            | Una aixada sense mànec                                                                     | Segurament, alguna cosa inútil. |                     |           |
|                                                                            | Cercar la destral                                                                          | Intentar trobar una excusa |                     |           |
|                                                                            | Ací és amb la llanterna                                                                    | Tenir finalment l'oportunitat de mostrar un talent. |                     |           |
|                                                                            | Una destral amb mànec                                                                      | Probablemente significa "la cosa sencera" |                     |           |
|                                                                            | Qui ha vessat les farinetes no pot replegar-les totes                                      | Quan s'ha fet alguna cosa, no es pot desfer. Un colp fet, ja està fet.                                                                                           |                     |           |
|                                                                            | Posar bastons a les rodes                                                                  | Posar obstacles als plans d'un altre. Fer la guitza. |                     |           |
|                                                                            | L'amor és on penja la bossa                                                                | L'amor pot comprar-se. |                     |           |
|                                                                            | Tirar per quedar-se amb la millor part                                                     | Intentar traure avantatge. |                     |           |
|                                                                            | Ser dempeus sota la llum pròpia                                                            | Estar orgullós/osa d'un/a mateix/a. |                     |           |
|                                                                            | Ningú busca altres al forn si no hi ha estat                                               | Imaginar febleses en altres demostra que algú és feble. El que no vulguis per a tu, no ho vulguis per a ningú.                                                   |                     |           |
|                                                                            | Tenir el món girant-te al polze                                                            | Tenir tots els avantatges. Tenir tots els trumfos. |                     |           |
|                                                                            | Lligar una barba de lli a una cara de Crist                                                | Amagar l'engany sota una aparença pietosa. Ser un llop amb pell de xai.                                                                                          |                     |           |
|                                                                            | Haver d'ajupir-se per triomfar en el món                                                   | Per tenir èxit, un ha de ser astut; aquest home que intenta passar per una esfera demostraria que al món cal passar per l'adreçador.                             |                     |           |
|                                                                            | Tirar roses als porcs                                                                      | Malgastar els esforços en quelcom que no ho mereix. Tirar margarides als porcs.                                                                                  |                     |           |
|                                                                            | Tapar el pou després que el vedell s'hagi ofegat                                           | El que faria un ximple: posar-se mans a l'obra només després que el desastre ja ha passat. Ofegat el nen, a tapar el pou.                                        |                     |           |
|                                                                            | Ser mans com un xai                                                                        | Ser molt callat. Tenir més paciència que el sant Job. |                     |           |
|                                                                            | Posar-li la capa blava al marit                                                            | Enganyar sentimentalment el cònjuge. Posar les banyes. |                     |           |
|                                                                            | Ves amb compte que un gos negre no es fiqui enmig                                          | Quan estan juntes dues persones no es necessita un gos bordant per afegir-se als problemes que causaran.                                                         |                     |           |
|                                                                            | Un s'enrotlla en la filosa del que un altre fila                                           | Tots dos divulguen les xafarderies. Fer safareig. |                     |           |
|                                                                            | Portar el dia en cistelles                                                                 | Malgastar el temps. |                     |           |
|                                                                            | Posar-li una espelma al diable                                                             | Adular indiscriminadament tothom. Posar una espelma a Déu i una altra al diable.                                                                                 |                     |           |
|                                                                            | Confessar-se davant el diable                                                              | Revelar els secrets a l'enemic. |                     |           |
|                                                                            | Al porc se l'apunyala pel ventre                                                           | Una conclusió prevista, o el que s'ha fet no es pot desfer. |                     |           |
|                                                                            | Dos gossos difícilment es posen d'acord sobre el mateix os                                 | Discutir sobre un sol tema. |                     |           |
|                                                                            | Ser una escumadora                                                                         | Ser un paràsit o aprofitat: l'escumadora es queda amb la nata de la llet.                                                                                        |                     |           |
|                                                                            | ¿De què serveix un bonic plat si està buit?                                                | La bellesa no pot substituir la substància. |                     |           |
|                                                                            | La guineu i la cigonya sopen juntes                                                        | Dos estafadors sempre pensen en el seu propi benefici. |                     |           |
|                                                                            | Bufar en l'oïda                                                                            | Divulgar xafarderies. |                     |           |
|                                                                            | Escriure amb guix un deute                                                                 | Deure-li un favor a algú. |                     |           |
|                                                                            | La carn a la graella ha de regar-se amb el seu suc constantment                            | Algunes coses necessiten una atenció constant. |                     |           |
|                                                                            | Amb ell no girarà la graella                                                               | Ell no ajudarà. |                     |           |
|                                                                            | Asseure's sobre brases vives                                                               | Estar impacient, inquiet. Estar en punxes. |                     |           |
|                                                                            | Pescar sense xarxa                                                                         | Aprofitar-se del treball d'altres. Uns carden la llana i altres porten la fama.                                                                                  |                     |           |